# کریستوفر اسکارور
کریستوفر جی. اسکارور سینیور (انگلیسی: Christopher J. Scarver Sr.؛ زادهٔ ۶ ژوئیهٔ ۱۹۶۹) قاتل محکوم‌شدهٔ اهل ایالات متحده آمریکا است که بیشتر به‌خاطر قتل هم‌بندی‌های خود جفری دامر، که خود یک قاتل زنجیره‌ای بود، و جسی اندرسون، یک قاتل دیگر، در مؤسسه اصلاح و تربیت کلمبیا در سال ۱۹۹۴ شناخته شده‌است. اسکارور برای کتک زدن و وارد کردن جراحات شدید به دامر و اندرسون از یک میلهٔ فلزی به طول ۵۱ سانتیمتر (۲۰ اینچ) استفاده کرد که آن را از یکی از قطعات دستگاه‌های بدن‌سازی در اتاق وزنه‌برداری زندان برداشته بود. او که در سال ۱۹۹۰ به جرم قتل استیو لومان به حبس ابد محکوم شده بود، به‌دلیل قتل دامر و اندرسون به دو بار حبس ابد دیگر نیز محکوم شد.

## اوایل زندگی
اسکارور دومین فرزند از میان پنج فرزند والدین خود است و در میلواکی، ویسکانسین زاده و بزرگ شده‌است. او برای تحصیل به دبیرستان جیمز مدیسون رفت، اما در سال یازدهم از این مدرسه اخراج شد و متعاقباً پس از اعتیاد به الکل و ماری‌جوآنا، از خانهٔ مادری خود نیز طرد شد. اسکارور در یک برنامهٔ اشتغال‌زایی از سوی سپاه حفاظت ویسکانسین به‌عنوان کارآموز نجاری استخدام شد. او گفته‌است که سرپرست او، ادوارد پتس به او قول داده بود که پس از پایان برنامهٔ آموزشی او ار به‌صورت تمام‌وقت استخدام کند، اما با انفصال خدمت پتس، شغل تمام‌وقت اسکارور نیز هرگز به واقعیت نپیوست. این موضوع باعث شد تا اسکارور به سوءمصرف الکل روی آورد و در حالت مستی صداهایی را می‌شنید که او را «انتخاب‌شده» خطاب می‌کردند. او بعداً مبتلا به اسکیزوفرنی تشخیص داده شد و گفته شد که از اختلال مسیحا نیز رنج می‌برد.

## قتل استیو لومان
در ۱ ژوئن ۱۹۹۰، اسکارور به ادارهٔ برنامهٔ آموزشی سپاه حفاظت ویسکانسین رفت و در آنجا با حضور جان فاین، مدیر مجموعه، و استیو لومان، یکی از کارکنان مواجه شد. اسکارور پس از اجبار لومان به نشستن بر زمین، اسلحه را به سر او نشانه رفت و از فاین درخواست پول کرد. پس از دریافت تنها ۱۵ دلار (برابر با معادل ۳۴ $ در ۲۰۲۲ دلار در سال ۲۰۲۱) از او، اسکارور عصبانی شد و یک بار به سر لومان شلیک کرد و او را کشت. به گفتهٔ مقامات، اسکارور پس از آن گفت: «حالا فکر می‌کنی من شوخی می‌کنم؟ من پول بیشتری می‌خواهم.» پس از دو شلیک دیگر به جسد بی‌جان لومان، فاین در نهایت یک چک ۳٬۰۰۰ دلاری (برابر با معادل ۶٬۷۲۰ $ در ۲۰۲۲ دلار در سال ۲۰۲۱) برای اسکارور نوشت. پس از آن که فاین به سمت ماشین خود در خارج از دفتر فرار کرد، اسکارور به او شلیک کرد، اما گلوله‌ای به فاین برخورد نکرد.
اسکارور در سال ۱۹۹۲ مجرم شناخته شد و به حبس ابد محکوم شد و به مؤسسه اصلاح و تربیت کلمبیا واقع در پورتیج، ویسکانسین اعزام شد.

## قتل جسی اندرسون و جفری دامر
دو سال بعد و در صبح ۲۸ نوامبر ۱۹۹۴، اسکارور به‌همراه دو زندانی دیگر به انجام کاری در زندان گماشته شد: جسی اندرسون، که برای قتل همسر خود دوران حبس را سپری می‌کرد؛ و جفری دامر، قاتل زنجیره‌ای آدم خوار، او موظف شده بود تا توالت سالن بدن‌سازی زندان را تمیز کند. در زمانی که افسران اصلاح این سه نفر را بدون نظارت رها کرده بودند، اسکارور با یک میلهٔ آهنی که از یکی از قطعات دستگاه‌های بدن‌سازی در سالن بدن‌سازی زندان برداشته بود، به جفری دامر حمله کرد؛ او سپس جسی اندرسون را نیز در حمام‌های زندان با یک دستهٔ چوبی کتک زد. او سپس به سلول خود برگشت و به افسران زندان اطلاع داد: «خدا از من خواست که این کار را بکنم. جسی اندرسون و جفری دامر مرده‌اند.»
هر دو مرد دیگر به‌واسطهٔ کتک‌های اسکارور به شدت زخمی شدند. مرگ دامر یک ساعت پس از اعزام او به بیمارستان اعلام شد و اندرسون نیز دو روز بعد و پس از خاموش کردن دستگاه‌های پشتیبان حیات توسط پزشکان درگذشت. اسکارور پس از کسب شایستگی کافی برای حضور در جلسهٔ محاکمه، برای قتل دامر و اندرسون به دو حبس ابد دیگر محکوم شد. باور بر این است که اسکارور، دامر و اندرسون را به این دلیل که هردو سفیدپوست بوده‌اند، و همچنین به‌دلیل قتل مردان سیاه‌پوست توسط دامر و چاقو زدن اندرسون به همسرش تا حد مرگ و سپس تلاش برای معرفی دو مرد سیاه‌پوست به‌عنوان عاملان حمله، به قتل رسانده‌است. از اسکارور نقل شده‌است که: «هیچ‌یک از کارهایی که سفیدپوست‌ها با سیاه‌پوستان می‌کنند، عادلانه نیست.»

### پیامدها
در سال ۱۹۹۹، و پس از افتتاح مرکز برنامه ایمن‌سازی ویسکانسین به این مجموعه منتقل شد.
در سال ۲۰۰۱، باربارا کرب، قاضی دادگاه منطقه‌ای فدرال دستور داد تا اسکارور و حدود ۴۰ نفر دیگر از سایر زندانیان مبتلا به بیماری‌های روانی جدی از مجموعهٔ ویسکانسین به جای دیگری منتقل شوند. اسکارور پس از آن به مرکز اصلاح و تربیت صدساله در کلرادو منتقل شد.
در سال ۲۰۰۵، اسکارور یک شکایت حقوق مدنی فدرال علیه مقامات مرکز برنامهٔ ایمن‌سازی ویسکانسین ارائه کرد و در آن استدلال کرد که برخلاف حقوق قانونی خود، تحت مجازات ظالمانه و غیرعادی قرار گرفته‌است. یک قاضی دادگاه منطقه‌ای شکایت علیه چند نفر از متهمان را رد کرد و حکم داد که اقدامات بقیهٔ مقامات نمی‌تواند غیرقانونی تلقی شود. اعتراض اسکارور به این تصمیم در سال ۲۰۰۶ نیز موفقیت‌آمیز نبود. اسکارور بعداً اظهار داشت که در نتیجهٔ قتل دامر و اندرسون، برای ۱۶ سال در سلول انفرادی بوده‌است.
در سال ۲۰۱۲، شخصی به نمایندگی از اسکارور اعلام کرد که او قصد دارد کتابی کامل دربارهٔ قتل دامر بنویسد.